# Drapetis ingrica
Drapetis ingrica is een vliegensoort uit de familie van de Hybotidae. De wetenschappelijke naam van de soort is voor het eerst geldig gepubliceerd in 1972 door Kovalev.